# Headhunters (película)
Headhunters (en noruego: Hodejegerne) es una película noruega de 2011, del género thriller, dirigida por Morten Tyldum y protagonizada por Aksel Hennie, Synnøve Macody Lund y Nikolaj Coster-Waldau. Está basada en la novela homónima de Jo Nesbø.

## Sinopsis
Roger es un cazatalentos noruego que vive en una idílica casa de campo con su mujer Diana, la bella propietaria de una galería de arte. En realidad, está viviendo muy por encima de sus posibilidades; si puede mantener ese ritmo de vida es gracias a que se dedica a robar obras de arte. En la inauguración de una galería, su esposa le presenta a Clas, que es propietario de una pintura muy valiosa. Roger cree que le ha llegado la oportunidad de alcanzar por fin la independencia económica y empieza a planear el robo del cuadro.

## Reparto
- Aksel Hennie - Roger Brown
- Nikolaj Coster-Waldau - Clas Greve
- Synnøve Macody Lund - Diana Brown
- Julie Ølgaard - Lotte
- Eivind Sander - Ove